# Monstera obliqua
Monstera obliqua är en kallaväxtart som beskrevs av Friedrich Anton Wilhelm Miquel. Monstera obliqua ingår i släktet Monstera och familjen kallaväxter. Inga underarter finns listade. Arten odlas som krukväxt.
Denna växt som hittas i norra Sydamerika förekommer som epifyt på trädens grenar och stam. Sällan växer den i jorden.
Bladen är hos unga exemplar hjärtformiga. De blir senare större och bryter upp vid kanterna. Orsaken är några celler som dör. Syftet med ofullständiga blad är inte klarlagt. Kanske skyddas bladet så mot värme eller mot växtätande djur.

## Bildgalleri

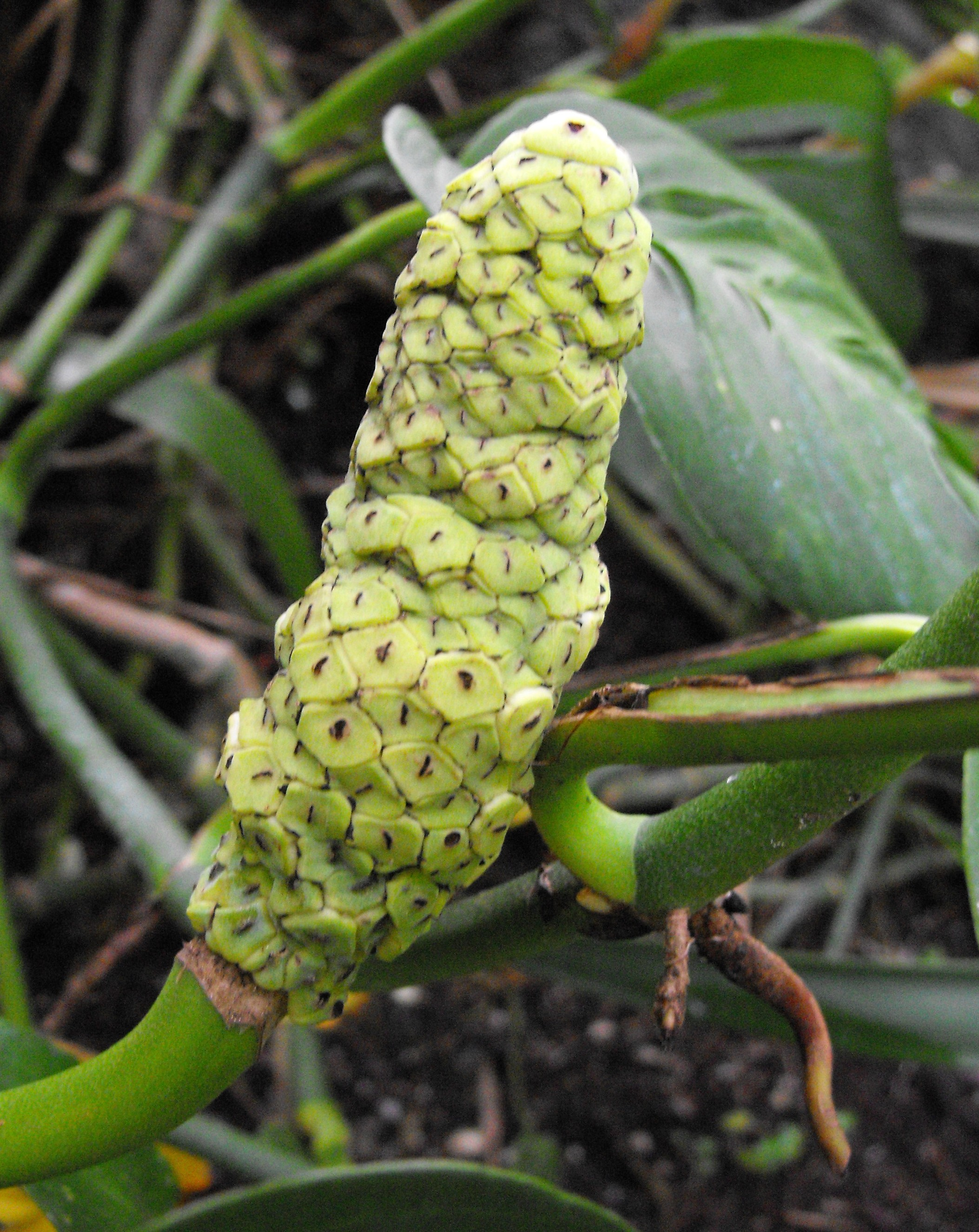